# Eleição municipal de Araucária em 1959
A eleição municipal de Araucária de 1959 ocorreu no dia 4 de outubro, junto dos municípios que estavam aptos a eleger prefeitos e vereadores. O prefeito eleito administraria a cidade a partir de 1º de fevereiro de 1960 e seu sucessor seria eleito em 1963. A eleição foi a única realizada no governo de Juscelino Kubitschek. Os eleitores araucarienses puderam escolher entre apenas três candidatos a prefeito, além de diversos a vereador.

## Resultados

### Eleição para prefeito
Conforme dados do TSE, foram computados 2.994 votantes, sendo 2.934 votos nominais, 39 brancos e 21 nulos. O resultado completo da eleição para prefeito é:
| Ignácio Kampa PTB        | 1.336 | 45,53% |
| Valentim Wolski PSD      | 964   | 32,86% |
| Vergílio Alves Pinto UDN | 634   | 21,61% |
| Fontes:                  |       |        |

### Eleição para vereador
Ao todo, foram eleitos 9 vereadores, tendo influência do Quociente eleitoral. Os eleitos na ocasião são:
| Candidato(a)                  | Partido | Votos | Percentual |
| ----------------------------- | ------- | ----- | ---------- |
| Álvaro Cantador               | PTB     | 591   | 19,74%     |
| Aleixo Grebos                 | PTB     | 222   | 7,41%      |
| Odilon Carrano                | PSD     | 173   | 5,78%      |
| Francisco Ribeiro Cardoso     | PTB     | 172   | 5,74%      |
| Benedito Bittencourt Fontoura | PSD     | 153   | 5,11%      |
| Reynaldo Alves Pinto          | UDN     | 135   | 4,50%      |
| Celso Tranczynski             | PSD     | 104   | 3,47%      |
| José Muchau                   | UDN     | 94    | 3,14%      |
| Estanislau Novinski           | PTB     | 75    | 2,50%      |